# A-473
La A-473 es una carretera autonómica perteneciente a la red básica de carreteras de Andalucía. Une la actual carretera A-8076 (Sevilla-Sanlúcar la Mayor) con Aznalcazar (Sevilla), pasando por la localidad de Benacazón (Sevilla).
- Datos: Q5653356